# Junkers Jumo 004
Lo Junkers Jumo 004 (designazione ufficiale RLM Junkers Jumo 109-004) era un motore aeronautico prodotto dall'azienda tedesca Junkers Flugzeug und Motorenwerke AG durante la Seconda guerra mondiale.
Lo Jumo 004 fu il primo motore turbogetto a compressore assiale a entrare in servizio montato, in coppia, sul caccia Messerschmitt Me 262 utilizzato dalla Luftwaffe nella fase finale del conflitto. Il nome "Jumo" derivava dalla combinazione del nome della casa costruttrice Junkers Motorenbau.

## Storia

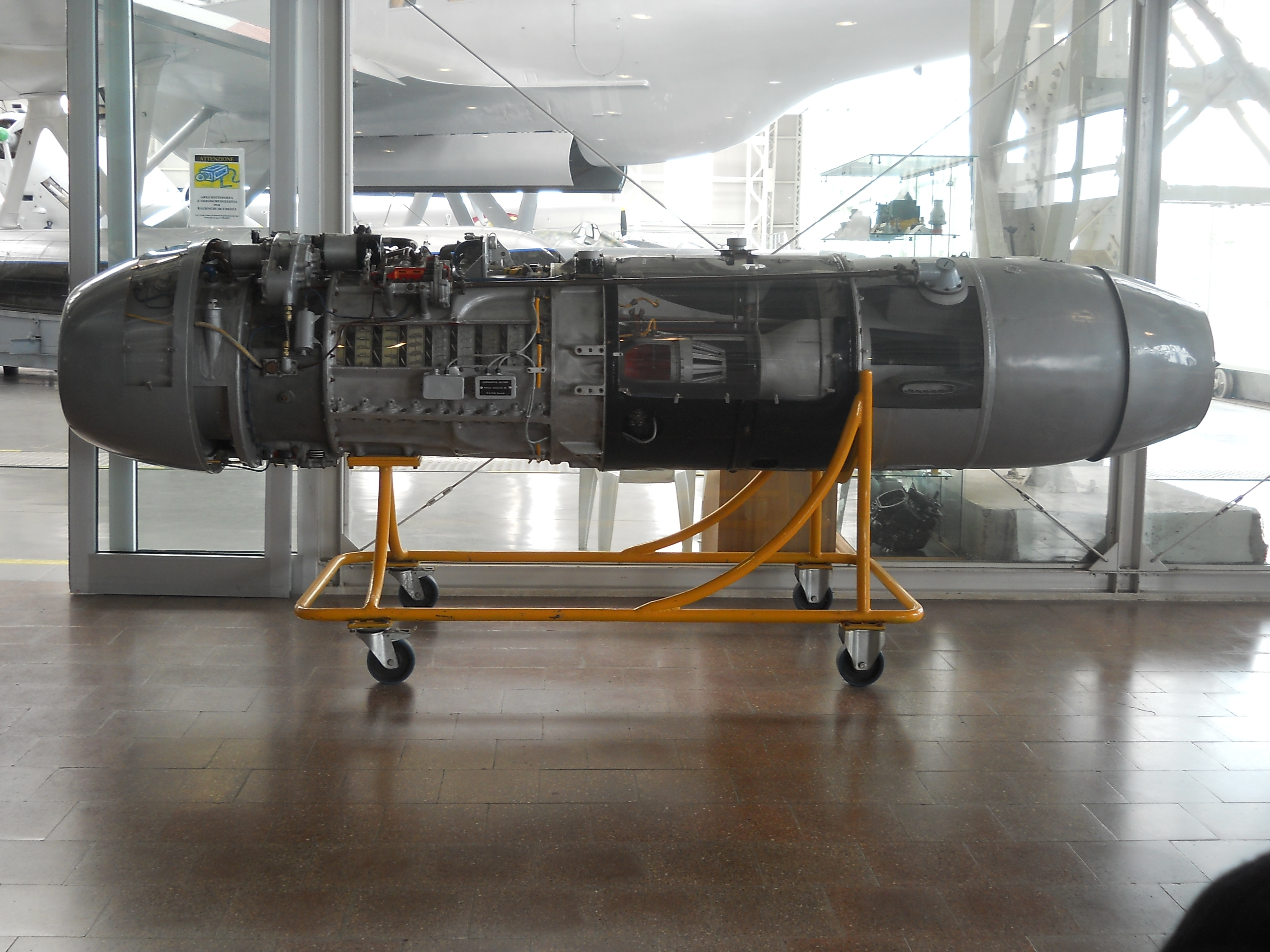
Un motore Jumo 004 esposto presso il Museo storico dell'Aeronautica Militare.

Indipendentemente da Frank Whittle che negli anni trenta in Inghilterra portava avanti lo studio di un motore turbogetto dotato di compressore centrifugo (il Power Jets WU), in Germania, nel 1931, Hermann Östrich, in un report per la DVL, descrisse le promettenti prospettive di un motore a turbina per la propulsione aerea. Il professor Herbert Wagner dell'università di Berlino fu il primo, nel 1934, a concepire l'uso di un motore a turbina a flusso assiale per muovere un'elica.
In seguito alla dimostrazione di Hans von Ohain della sua turbina a flusso centrifugo Heinkel HeS 3, nel 1939 il Ministero dell'Aria del Reich (Reichsluftfahrtministerium o RLM) spronò i produttori tedeschi di motori aeronautici ad iniziare programmi per motori a getto che avessero spinte dell'ordine di 19,6 kN per m² di superficie frontale in modo da ridurre la resistenza aerodinamica delle gondole del motore. Questo requisito era particolarmente arduo da superare coi compressori centrifughi, perciò si preferìrono compressori a flusso assiale multistadio che, pur più lunghi, garantivano alti rapporti spinta-sezione frontale.
Nello stesso anno la Junkers affidò ad Anselm Franz, responsabile del reparto turbocompressori, la direzione di una nuova divisione, dedicata alla progettazione del motore a getto a cui fu assegnata la numerazione 109-004 del Ministero dell'Aria (con il prefisso 109- riservato ai motori a reazione).

### Sviluppo

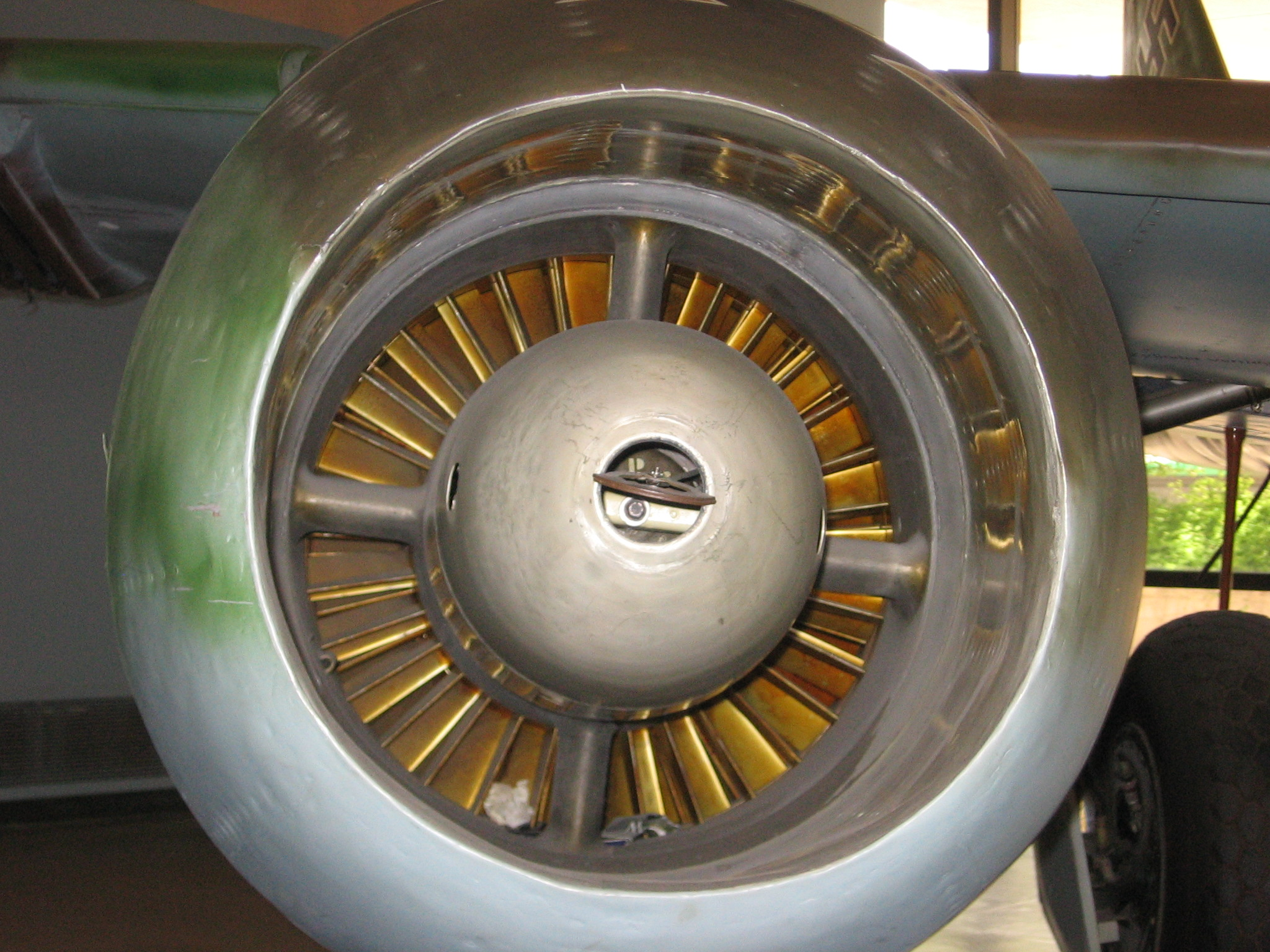
Vista frontale di un motore Jumo 004 montato su un caccia Me 262. Al centro del motore è visibile la maniglia per l'avviamento.

Franz scelse un progetto conservativo che però garantisse rapidi sviluppo ed entrata in produzione, evitando di costruire prototipi intermedi per dedicarsi alla svelta alla configurazione definitiva e basandosi su soluzioni in parte già sperimentate per la turbina (dalla AEG) e compressore (presso l'Aerodynamische Versuchsanstalt di Gottinga). Questa prudenza (all'inizio malvista dalla RLM) fu ripagata dall'entrata in servizio del suo motore prima del concorrente, più avanzato tecnologicamente, BMW 003.
Il progetto iniziale prevedeva l'impiego di materiali pregiati e acciai speciali per resistere alle temperature del nuovo propulsore. Quando il motore si rese disponibile, nel Reich questi materiali non erano più reperibili, e furono impiegati componenti di qualità minore. Il risultato fu un motore caratterizzato da un'affidabilità insufficiente, tendente a incendiarsi in caso di manovre brusche sulla manetta e da una brevissima vita utile, tra le 10 e le 25 ore di volo.
Il primo prototipo dello 004 fu provato al banco l'11 ottobre 1940 e, dopo alcune modifiche, nel gennaio del 1941 forniva una spinta di 490 kg, ancora inferiore alle specifiche (600 kg) richieste dall'RLM. Nell'agosto del 1941, con l'introduzione di un nuovo compressore, con palette in acciaio e statori modificati, furono raggiunti i requisiti minimi di spinta e, nel marzo del 1942, iniziarono le prove in volo a bordo di un Me 110 appositamente modificato. Il 18 luglio 1942 fu compiuto il primo volo su un prototipo di Me 262.
Con le versioni successive (004 B) furono introdotti ulteriori miglioramenti e la vita utile del motore salì a 50 ore.
Alla fine del conflitto, erano stati consegnati alle fabbriche per l'installazione sui velivoli 4 752 motori: 1 258 pronti per la spedizione e 506 in riparazione. Sulla linea di montaggio erano necessarie 700 ore per costruirne uno, assemblato in 7 stabilimenti sparsi per il Reich.

### Dopoguerra

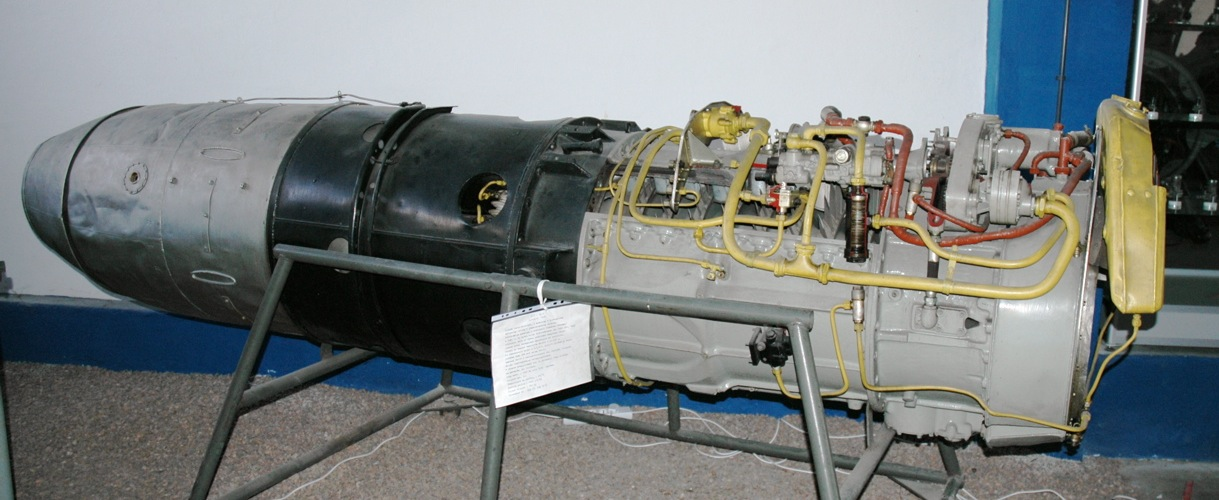
Tumansky RD-10

Dopo la fine della seconda guerra mondiale lo Jumo 004 fu prodotto in Cecoslovacchia in piccole quantità dalla Malešice con il nome M-04, per equipaggiare l'Avia S-92, copia anch'esso del Me 262.
In Unione Sovietica i disegni e gli esemplari catturati costituirono la base di partenza del Tumanskij RD-10 destinato allo Yakovlev Yak-15 e diversi altri caccia.
In Francia alcuni esemplari di 004 furono utilizzati sull'SNCASO SO.6000-1 Triton e sull'Arsenal VG-70.

## Tecnica

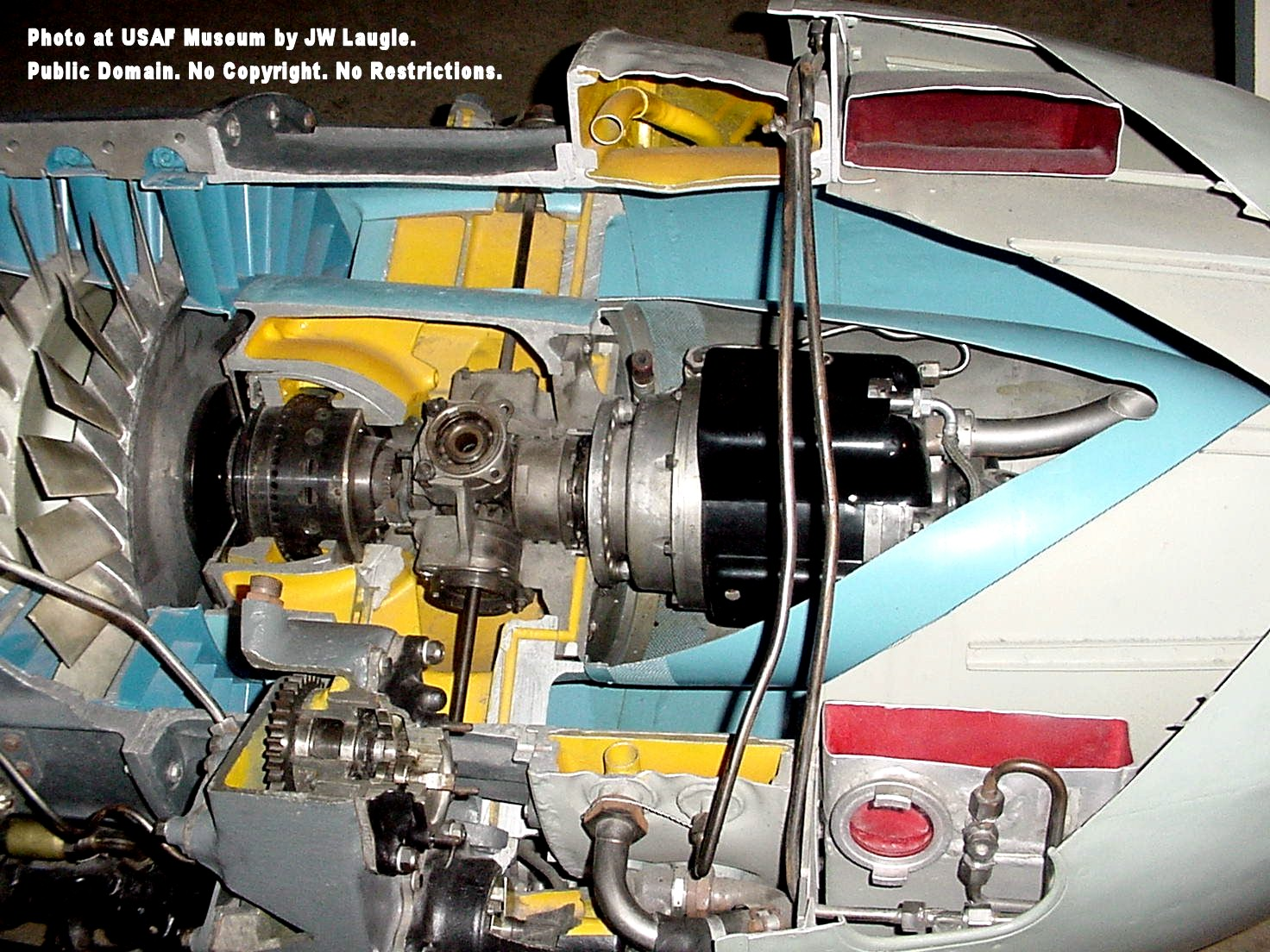
Il motore 2 tempi per l'accensione contenuto nell'ogiva del motore.

Il motore era composto da un gruppo compressore a flusso assiale da 8 stadi collegato da un albero ad uno stadio di turbina, una camera di combustione a sei tubi di fiamma interconnessi tra loro e contenuti in un involucro comune anulare e un ugello con spina centrale che poteva scorrere assialmente.
L'accensione, nel Me 262, avveniva tramite un motore bicilindrico contrapposto a due tempi, progettato da Norbert Riedel, racchiuso nel cono di entrata, che si avviava a strappo con un'apposita maniglia posta nel cono o (in volo) elettricamente. L'avvio nell'Arado Ar 234 avveniva invece tramite un'unità terrestre, perché il modello non aveva la maniglia per l'accensione manuale. Esso poteva essere avviato elettricamente come nel Me 262, ma l'operazione scaricava le batterie e quindi era poco utilizzata. Una volta acceso, il propulsore impiegava circa un minuto per accelerare a 2 000 giri al minuto.

### Compressore

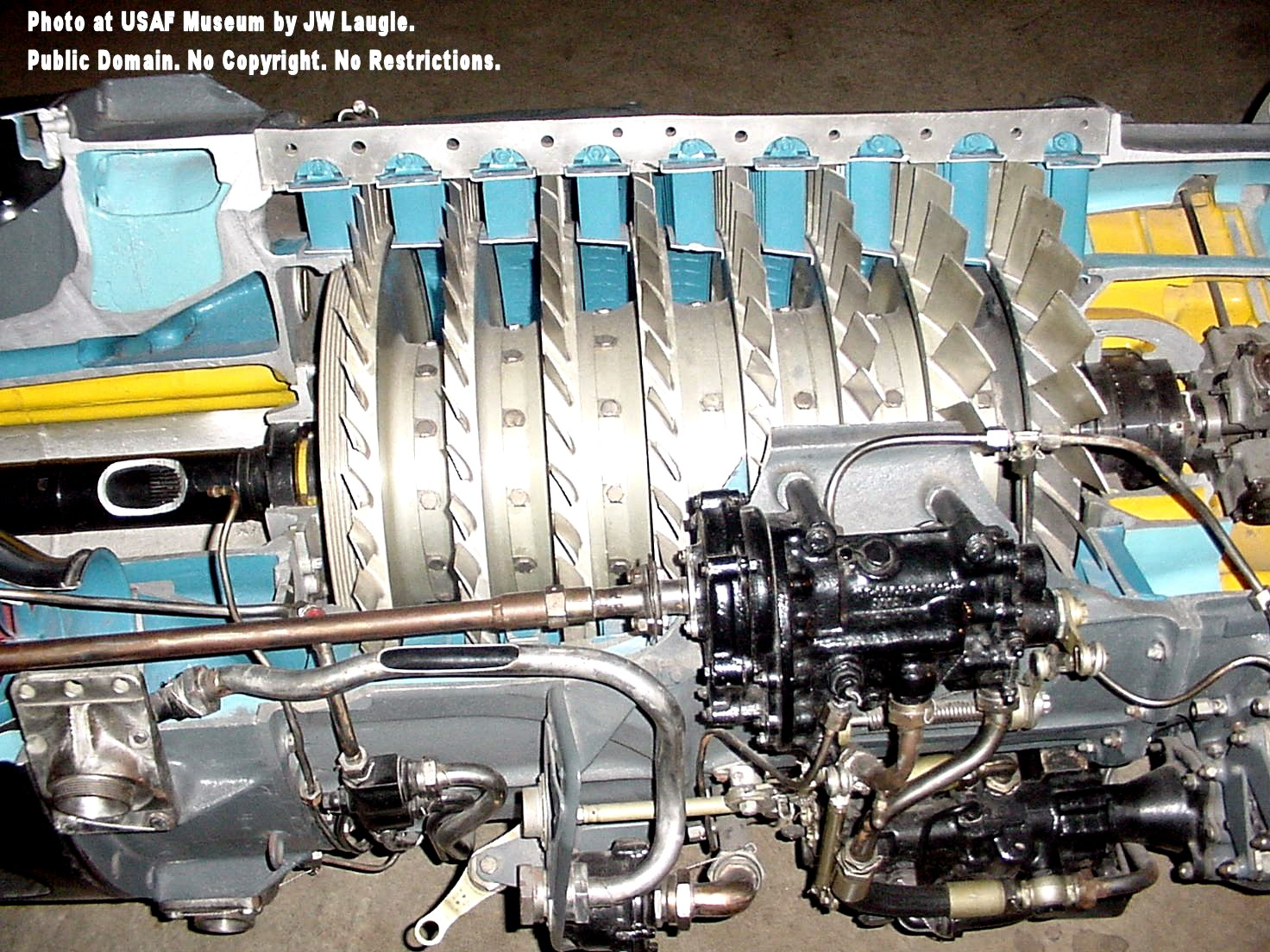
Gli otto stadi del compressore dello Jumo 004. Si notano le palette statoriche (in blu) montate a sbalzo sul carter esterno del compressore.

A differenza del più avanzato BMW 003, il motore della Junkers si basava su un disegno già in parte sviluppato dalla AVA (Aerodynamische Versuchsanstalt) in cui il compressore assiale ad 8 stadi pesava circa 170 kg più del concorrente. Le palette, inizialmente costruite in lega leggera, furono poi sostituite da altre in acciaio per ovviare alla difficoltà di approvvigionamento di nichel, cobalto e molibdeno. La prima versione (004 A) era afflitta dal cedimento delle palette del compressore. Nella versione successiva ridisegnare i primi due stadi del compressore risolse i problemi di vibrazione delle palette statoriche, all'origine dei cedimenti.

### Turbina

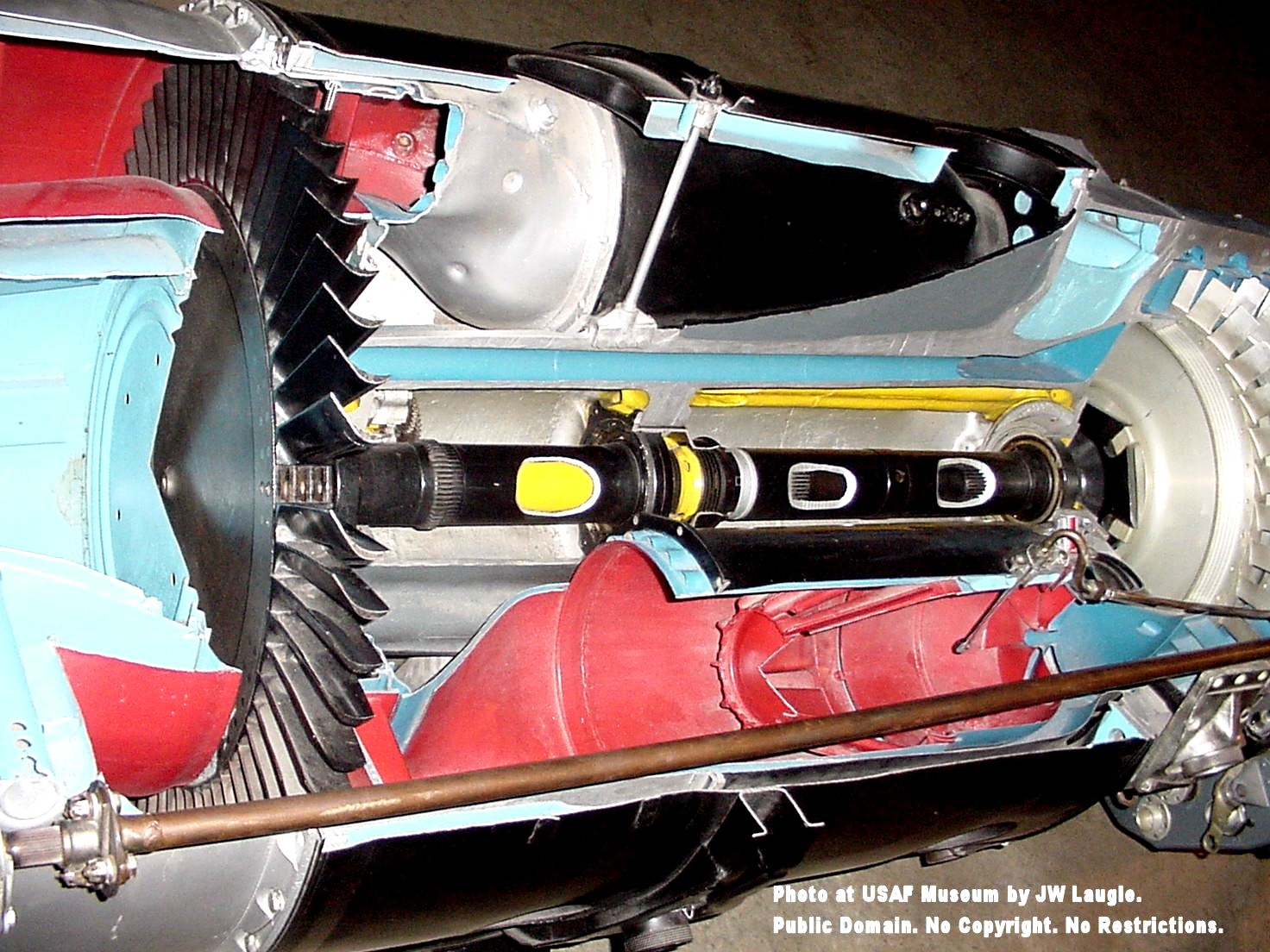
In evidenza le palette della turbina, l'albero motore e la configurazione di un tubo di fiamma della camera di combustione (in rosso).

I primi esemplari di 004A destinati al Me 262 furono costruiti facendo largo uso di nichel, cobalto e molibdeno successivamente non disponibili per la costruzione in larga scala. Per le palette della turbina furono inizialmente impiegati acciai austenitici simili al "Tinidur", con una versione migliorata del P-193 prodotto dalla Krupp contenente il 30% di nichel, il 14% di cromo, l'1,75% di titanio e lo 0,12% di carbonio. Successivamente, a causa della scarsità del nichel, fu obbligata la scelta di materiali alternativi quali il Cromadur, un acciaio non austenitico contenente il 12% di cromo ed il 18% di manganese. Con questa lega era possibile ricavare palette cave mediante un procedimento di piegatura di una lamina di Cromadur. All'interno delle palette della turbina veniva fatta passare aria prelevata a valle dell'ultimo stadio del compressore per raffreddarle. L'aria per il raffreddamento degli statori della turbina era invece prelevata tra il compressore e la camera di combustione.
Anche per la turbina ci furono, a partire dall'estate 1943, problemi di vibrazioni. Entrando in risonanza le palette tendevano a fratturarsi. Max Bentele, che nel passato aveva risolto analoghi problemi al compressore, fu ri chiamato da Franz. Bentele ritenne che fossero la configurazione a sei camere di combustione e i tre supporti del motore a valle della turbina ad indurre la risonanza nelle palette rotoriche. Nella versione 004 A, questi fenomeni non si erano presentati perché il motore girava a velocità e temperature inferiori. Le palette furono quindi accorciate di un millimetro (innalzando così la loro frequenza di risonanza) e la velocità di rotazione fu abbassata da 9000 a 8700 giri al minuto.

### Ugello di scarico

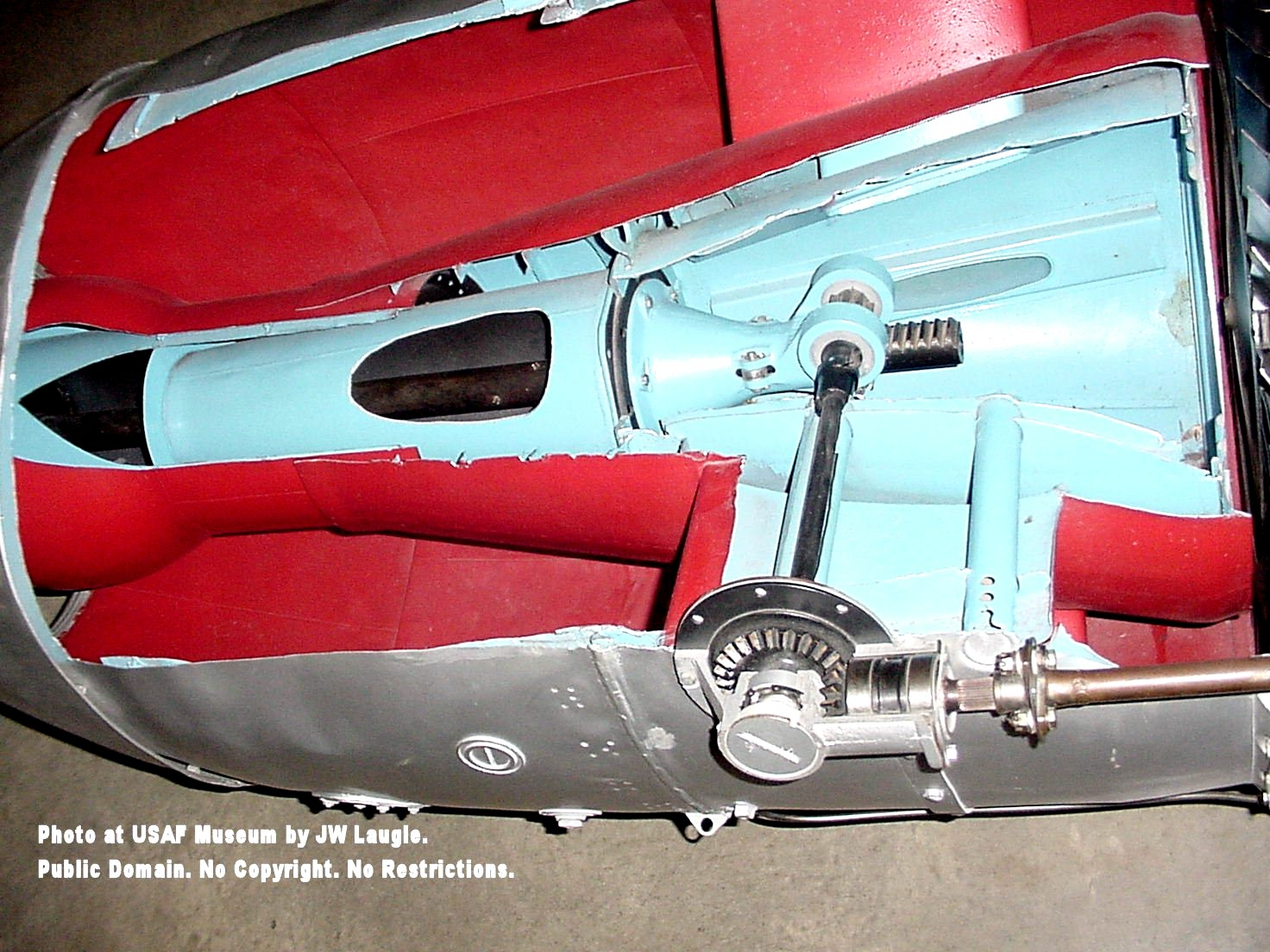
Spaccato dell'ugello di scarico con in evidenza il meccanismo per lo spostamento del corpo centrale

L'ugello era dotato di una configurazione a geometria variabile in cui un corpo centrale (soprannominato per la sua forma "Zwiebel", cipolla) poteva muoversi assialmente avanti ed indietro variando l'area di efflusso in relazione alla velocità di rotazione del motore (e quindi alla portata dei gas di scarico).

## Versioni
- Jumo 004 A - Prima versione costruita in meno di 50 esemplari da 840 kg di spinta. Installata sul Me 262 (18 giugno 1942) e Ar 234 (agosto 1943)[1]
- Jumo 004 B-0 - Versione più leggera di 100 kg costruita in soli 5 esemplari, provata per la prima volta tra febbraio e marzo del 1943.[1]
- Jumo 004 B-1 - Versione con i primi due stadi del compressore ridisegnati. Spinta da 900 kg a 8700 giri al minuto, rapporto di compressione aumentato da 3,2:1 a 3,5:1, provata tra maggio e giugno del 1943.[1]
- Jumo 004 B-4 - Simile alla B-1, aveva le palette della turbina cave e raffreddate ad aria e fu introdotta a partire dal dicembre del 1944. Tra versioni B-1 e B-4 vennero costruiti in tutto circa 6000 esemplari.
- Jumo 004 D-4 - Versione migliorata della B-4 nelle prestazioni in quota ed in affidabilità. Camera di combustione di nuovo disegno e 6 candelette di accensione al posto delle 3 originarie. Era prevista l'adozione di una versione aggiornata del compressore della B-2 che era aerodinamicamente superiore, ma aveva problemi di vibrazioni. La spinta prevista era di 1000 kg ed era previsto l'impiego di un postbruciatore in grado di aumentare la spinta di un ulteriore 15-20%. La produzione sarebbe dovuta iniziare nel maggio del 1945.[1]
- Jumo 004 H-4 - Nuovo disegno con compressore assiale ad 11 stadi con un rapporto di compressione di 5,5:1, due stadi di turbina, peso di circa 1200 kg per una spinta prevista di 1800 kg.
- Jumo 012 - Versione ingrandita dell'H-4 lunga circa 5 metri, dotato di due alberi per i gruppi (compressore e turbina) di bassa ed alta pressione, diametro di 1,1 m, peso di 2200 kg per 3000 kg di spinta prevista. La costruzione del primo modello era prevista tra aprile e maggio del 1945.[1]
- Jumo 022 - Versione turboelica con eliche controrotanti rimasta allo stadio di progetto. Secondo le specifiche avrebbe prodotto 6000 bhp ad una quota di 8 km volando a 800 km/h.[1]

## Velivoli utilizzatori
Francia
- Arsenal VG-70
- SNCASO SO.6000-1 Triton (primo prototipo)

 Germania
- Arado Ar 234
- Focke-Wulf Ta 183 (solo progetto)
- Heinkel He 280 (prototipo)
- Henschel Hs 132 (solo progetto)
- Horten Ho 229 (prototipo)
- Junkers Ju 287 (prototipo sperimentale)
- Messerschmitt Me 262

 Unione Sovietica
- Yakovlev-Jumo (Yak-3 Yumo)

## Motori comparabili
Germania
- Heinkel HeS 011
- BMW 003

 Regno Unito
- Metropolitan-Vickers F.2